# Rio Sulema
O rio Selim ou Sulema (em armênio: Սելիմագետ; romaniz.: Selimaget) é um rio na província de Vaiose Zor, na Armênia. Começa nas encostas sul das montanhas Vardenis e se funde ao rio Eleguis à direita, na vila de Xatim. Seu comprimento é de 22 quilômetros.